# Седых, Константин Фёдорович
Константи́н Фёдорович Седы́х (1908—1979) — русский советский писатель и поэт. Лауреат Сталинской премии второй степени (1950). Почётный гражданин города Иркутска (1967).

## Биография
Родился 8 (21) января 1908 в казачьем посёлке Поперечный Зерентуй (ныне село в Нерчинско-Заводском районе Забайкальского края).
В 1923 году стал селькором, затем окончил Читинский педагогический техникум.
С 1931 года жил в Иркутске.
Умер 21 ноября 1979 года. Похоронен в Иркутске на Радищевском кладбище.

## Творчество
В 1924 году опубликовано первое стихотворение в губернской газете «Юная рать».
В 1920—30-е годы написано несколько сот стихотворений, в 1930—60-е годы выходят десять сборников стихов.
Основные произведения посвящены жизни сибирского казачества:
- роман «Даурия» (1948)
- роман «Отчий край» (1957, второе название «Сопки в огне»)

Работа над романом «Даурия» продолжалась пятнадцать лет — собирались и изучались материалы по истории, экономике, географии, этнографии дореволюционного Забайкалья, архивные источники, воспоминания участников гражданской войны, устное народное творчество.
В 1939 году первые главы романа «Даурия» были опубликованы в альманахе «Новая Сибирь», в 1948 году роман был полностью опубликован в Читинском книжном издательстве, а затем в Иркутске. Роман «Даурия» выдержал свыше 100 изданий. Был переведён на английский, китайский, французский, украинский, белорусский и другие языки, выходил за рубежом — в Англии, Канаде, США, Франции, Югославии, в социалистических странах. По мотивам романа в Читинском драматическом театре был поставлен спектакль «Даурия».
Продолжением «Даурии» стал роман «Отчий край», напечатанный в журнале «Свет над Байкалом» (Улан-Удэ) в 1957 году, а в 1958 году изданный в Иркутске.
Завершением трилогии должен был стать роман «Утреннее солнце», но это произведение не было завершено.

## Сочинения
Сборники стихов
- Забайкалье: Стихи. — Иркутск — М., 1933.
- Сердце: Стихи. — Иркутск, 1934.
- Стихи. — Иркутск, 1936.
- Родная степь: Стихи. — Иркутск, 1937.
- Праздник весеннего сева: Стихи. — Иркутск, 1940.
- Первая любовь: Стихи и песни. — Иркутск, 1945.
- Над степью солнце: Стихи. — Новосибирск, 1948.
- Солнечный край: Стихи. — Чита, 1950.
- Стихи и поэмы. — Иркутск, 1950.
- Степные маки: Стихи. — Иркутск: Вост.-Сиб. кн. изд-во, 1969. — 128 с. — (Сиб. лира).

Антологии стихов
- Антология сибирской поэзии: Стихи / Сост. М. Сергеев. — Иркутск: Вост.-Сиб. кн. изд-во, 1967. — тираж 25.000 экз. — С. 401—403.
- Сибирские строки: Русские и советские поэты о Сибири / Сост. А. Преловский. — М.: Мол. гвардия, 1984. — тираж 50 000 экз. — С. 152—155.
- Антология иркутской поэзии: Стихи / Сост. В. Козлов. — Иркутск: Сибирь, Иркутский писатель, 2000. — тираж 1.000 экз. — С. 71—76.
- Русская сибирская поэзия. Антология XX век: Стихи / Сост. Б. Бурмистров. — Кемерово, 2008. — тираж 1.100 экз. — ISBN 5-86338-055-1. — С. 350—351.

## Экранизации
- «Даурия» — художественный фильм (1971), в зарубежном прокате — «Dauria».

## Память
- В Иркутске на доме, где жил Константин Седых, установлена мемориальная доска в его честь[6].
- В 2008 году в Иркутске отмечалось 100-летие со дня рождения Константина Седых[7][8].
- В 2010 году в Иркутске Государственной телерадиокомпанией «Иркутск» при поддержке Министерства культуры и архивов Иркутской области, а также библиотеки имени Молчанова-Сибирского в рамках проекта «Как слово наше отзовётся…» снят телевизионный фильм, посвященный Константину Седых (автор и ведущий — Владимир Скиф, режиссёр — Мария Аристова)[9].
- 7 сентября 2018 года в Чите на доме по улице 9 Января, где в редакции газеты «На боевом посту» работал в военные годы Константин Седых, установили мемориальную доску. Инициатива открытия памятного знака принадлежит коллективу Дома офицеров[10][11].

## Интересные факты
- Константин Седых жил в Иркутске в одном доме с писателями Иваном Молчановым-Сибирским, Анатолием Шастиным и поэтессой Еленой Жилкиной[12].

## Награды и премии
- Сталинская премия второй степени (1950) — за роман «Даурия» (1948)
- орден Ленина (28.10.1967)
- орден Трудового Красного Знамени (6.1.1978)
- медали
- Почётный гражданин Иркутска (1967)